# Marians Pahars
Marians Pahars (Černovoļa, 5 agosto 1976) è un allenatore di calcio ed ex calciatore lettone, di ruolo attaccante.
Ex nazionale lettone, ha trascorso sette anni della sua carriera di club in Inghilterra, nelle file del Southampton.

## Caratteristiche tecniche
Alto 174 centimetri per 67 chilogrammi, è dotato di buona tecnica e può giocare su tutto il fronte d'attacco, a destra, a sinistra e al centro. È soprannominato "il Michael Owen lettone".

## Carriera da calciatore

### Club

#### Gli anni in Lettonia
Dopo gli esordi da diciottenne nel Pārdaugava Rīga, comincia la stagione 1995 nello Skonto-Metāls, la squadra riserve dello Skonto Rīga. A metà anno viene promosso in prima squadra e trova presto spazio, disputando 9 gare di Virslīga (la prima divisione) e mettendo a referto 8 reti.
Nella stagione successiva è titolare quasi inamovibile: gioca tutte e 28 le partite e realizza 12 reti. Nel 1997 totalizza 5 reti in 22 gare, mentre nella stagione 1998, con 19 reti in 26 gare, si afferma come secondo cannoniere stagionale della squadra dopo Mihails Miholaps, a quota 20. Da rimarcare i 5 gol segnati da entrambi i giocatori alla 24ª giornata, quando lo Skonto batté il Valmieras per 15-2.

#### Il trasferimento in Inghilterra
Nel marzo 1999 il Southampton, squadra della Premier League, lo preleva dallo Skonto per 800 000 sterline. L'allora ventiduenne attaccante diventa così il primo lettone a vestire la divisa di una squadra inglese. Fa il suo esordio il 5 aprile, in una partita con il Coventry City, mentre già nella gara seguente, il 17 aprile contro il Blackburn, realizza il suo primo gol in Premier League. La stagione 1998-1999 termina per lui con 6 presenze e 3 marcature.
Nella stagione 1999-2000 mette a referto 33 presenze e 13 reti in campionato, risultando il miglior realizzatore del Southampton, mentre l'anno dopo si ferma a 9 reti in 31 presenze.
Durante il periodo inglese, è il campionato 2001-2002 quello migliore per lui dal punto di vista realizzativo, dal momento che insacca 14 reti in 36 gare, ancora miglior marcatore stagionale per la sua squadra. Nell'estate 2002 viene operato per un'ernia al disco, mentre a gennaio 2003, infortunatosi alla caviglia, deve sottoporsi ad un altro intervento chirurgico che lo tiene a lungo lontano dai campi. Questi periodi di stop gli consentono di mettere a referto, per la stagione 2002-2003, solo 9 presenze e una rete su calcio di rigore.
Torna al gol nel dicembre 2003, in una gara contro il Portsmouth, ma viene fermato di nuovo da diversi problemi fisici che limitano a 14 le sue presenze nel campionato 2003-2004; le reti stagionali sono invece due. Nell'annata seguente, sempre per i continui problemi fisici, addirittura non scende mai in campo (0 presenze e 0 reti), mentre intanto il Southampton retrocede in seconda divisione dopo 28 anni. La stagione 2005-2006, la prima in FL Championship, lo vede ancora poco presente (10 gare e 1 gol) a causa di nuovi infortuni.
Lascia il Southampton nell'aprile 2006, dopo aver giocato 156 partite e realizzato 45 gol.

#### A Cipro e di nuovo in Lettonia
Nel luglio 2006 si trasferisce a Cipro per giocare nelle file dell'Anorthōsis, allenato da Temuri Ketsbaia. Nella prima stagione totalizza 17 presenze e 4 reti, mentre nella seconda gioca solo due match prima di essere lasciato libero a metà stagione, nel gennaio 2008.
Svincolato, si accasa così allo Skonto Rīga, tornandovi dopo 10 anni. Nel primo campionato dopo il ritorno in patria prende parte a 19 gare e realizza 8 reti.

### Nazionale
Ha fatto il proprio esordio in Nazionale lettone il 12 marzo 1996, in un'amichevole con Cipro, mentre ha realizzato la prima rete il 17 febbraio 1997, nella sconfitta per 3-2 contro la Polonia, sempre in amichevole.
Nel 2004 è stato uno dei 23 lettoni a prendere parte per la prima volta al campionato d'Europa, giocato quell'anno in Portogallo e terminato per i baltici al primo turno. In dodici anni di carriera in Nazionale ha totalizzato 75 presenze e 15 reti.

## Carriera da allenatore
Smessi i panni del calciatore ha cominciato la carriera di allenatore nel luglio 2010 come vice di Aleksandrs Starkovs allo Skonto (all'epoca Starkovs era anche allenatore della nazionale lettone). Dal gennaio 2011 diventa primo allenatore dello Skonto, con cui vince la Coppa 2011-2012.
Dal 2013 guida la nazionale Under-21 lettone per 5 incontri, fino al luglio dello stesso anno quando viene promosso allenatore della nazionale maggiore, proprio al posto di Starkovs. Fa il suo esordio sulla panchina lettone il 14 agosto 2013 in amichevole contro l'Estonia.
Il 26 gennaio 2021 diventa ufficialmente il nuovo mister del Siena (pariteticamente col russo Vladimir Gazzaev, sprovvisto dell'abilitazione) sostituendo Alberto Gilardino alla guida del club bianconero, nonché primo nazionale lettone ad allenare una squadra in Italia. Il successivo 10 febbraio, dopo avere raccolto solo 1 punto in 4 partite, rassegna le dimissioni.

## Palmarès

### Giocatore

#### Club
- Campionato lettone: 3

Skonto: 1996, 1997, 1998
- Coppa di Lettonia: 2

Skonto: 1997, 1998
- Campionato cipriota: 1

Anorthosis: 2007-2008
- Coppa di Cipro: 1

Anorthosis: 2006-2007

#### Nazionale
- Coppa del Baltico: 1

2001

#### Individuale
- Calciatore lettone dell'anno: 3

1999, 2000, 2001
- Capocannoniere della Coppa del Baltico: 1

2001 (2 reti)

### Allenatore
- Coppa di Lettonia: 1

Skonto: 2011-2012